# Izoindol
Izoindolul (2H-izoindolul) este un compus heterociclic alcătuit dintr-un nucleu benzenic condensat cu unul pirolic. Este un izomer al indolului. Este răspândit în natură, făcând parte din structura ftalocianinelor. Au fost izolați și caracterizați unii alcaloizi izoindolici.

## Obținere
Izoindolul se poate prepara prin piroliza în vid a unei izoindoline N-substituite. Se mai poate aplica o reacție retro-Diels-Alder asupra 1,2,3,4-tetrahidronaftalen-1,4-iminei:

## Proprietăți

### Tautomerie
Spre deosebire de indol, izoindolii prezintă o alternanță importantă a lungimii legăturilor C-C.
În soluție, predomină tautomerul 2H-izoindol, cu proprietăți similare pirolului. Gradul în care izomerul 2H predomină depinde de solvent, și poate varia prin grefarea de substituenți pe nucleu.

2H-izoindolul (dreapta) este tautomerul predominant, față de 1H-izoindol (stânga)